# Netrokona Sadar Upazila
Netrokona Sadar Upazila är ett underdistrikt i Bangladesh. Det ligger i den centrala delen av landet, 130 km norr om huvudstaden Dhaka.
Trakten runt Netrokona Sadar Upazila består till största delen av jordbruksmark. Runt Netrokona Sadar Upazila är det mycket tätbefolkat, med 1 135 invånare per kvadratkilometer.